# 188

188(백팔십팔)은 187보다 크고 189보다 작은 자연수다.

## 수학
- 합성수로, 그 약수는 1, 2, 4, 47, 94, 188이다. 진약수의 합은 148이므로, 188은 부족수다.
- 10번째 불가촉수다. 앞의 불가촉수는 162, 다음은 206이다.
- {\displaystyle 93^{2}-1}은 188로 나누어떨어진다.

## 과학
- NGC 188: 세페우스자리 방향에 있는 산개 성단.

## 교통
- 일본 188번 국도: 야마구치현 이와쿠니시에서 구다마쓰시까지 이어지는 일본의 국도.
- 현도 제188호선

## 군사
- U-188(영어판, 독일어판): 제2차 세계 대전에 사용된 나치 독일의 군용 잠수함.

## 문화유산
- 대한민국의 국보 제188호: 천마총 금관
- 대한민국의 보물 제188호: 의성 관덕리 삼층석탑
- 대한민국의 사적 제188호: 경주 내물왕릉

## 방송
- 스카이라이프의 복지TV 채널 번호.
- 지니 TV의 토마토집통 채널 번호.[1]
- B tv의 EBS 키즈 채널 번호.
- U+ TV의 시니어TV 채널 번호.
- B tv 케이블의 EBS 플러스 2 채널 번호.

## 기타
- 연도: 188년, 기원전 188년

1. ↑  LG헬로비전의 토마토집통 채널 번호가 같다.